# Gobiopsis
Gobiopsis – rodzaj ryb z rodziny babkowatych.

## Klasyfikacja
Gatunki zaliczane do tego rodzaju:
- Gobiopsis angustifrons
- Gobiopsis aporia
- Gobiopsis arenaria
- Gobiopsis atrata
- Gobiopsis bravoi
- Gobiopsis canalis
- Gobiopsis exigua
- Gobiopsis macrostoma
- Gobiopsis malekulae
- Gobiopsis namnas
- Gobiopsis pinto
- Gobiopsis quinquecincta
- Gobiopsis springeri
- Gobiopsis woodsi